# Tom Sharpe
Tom Sharpe (Holloway, 30 de março de 1928 - Llafranc, 6 de junho de 2013) foi um escritor satírico inglês, nascido em Londres e educado em dois dos melhores colégios de Cambridge.

## Biografia
Depois de cumpridos os estudos e o Serviço Militar nos Fuzileiros navais, Tom Sharpe mudou-se para a África do Sul, fazendo trabalho social e ensinando na província de KwaZulu-Natal. Manteve um estúdio de fotografia em Pietermaritzburg entre 1957 e  1961, data em que foi expulso do país. Regressado a Inglaterra, foi leitor de história no Colégio de Artes e Tecnologia de Cambridge entre 1963 e 1972.
A sua permanência na África do Sul foi inspiradora do argumento das suas duas primeiras novelas: Riotous Assembly (1971), uma sátira ao regime sul-africano e às teses da supremacia racial, seguido de Indecent Exposure, um romance na mesma linha de crítica ao apartheid. A partir de 1976 inicia a série de livros dedicados à personagem de Henry Wilt.

## Obras escritas
- 1971: Riotous Assembly
- 1973: Indecent Exposure (Atentado ao Pudor)
- 1974: Porterhouse Blue (A Epopeia de Mr. Skullion)
- 1975: Blott on the Landscape
- 1976: Wilt (Wilt)
- 1977: The Great Pursuit
- 1978: The Throwback (O Triunfo do Bastardo)
- 1979: The Wilt Alternative
- 1980: Ancestral Vices (Vozes Ancestrais)
- 1983: Vintage Stuff
- 1985: Wilt on High (Wilt na Maior)
- 1995: Grantchester Grind
- 1996: The Midden
- 1996: Wilt Omnibus - uma colecção das três primeiras novelas Wilt, também conhecida por "Wilt in Triplicate"
- 2004: Wilt in Nowhere (Wilt em Parte Incerta)
- 2010: O Legado de Wilt - no original The Wilt Inheritance

## Prémios
Em 1986 Tom Sharpe foi galardoado com o XXXIII Grand Prix de l'Humour Noir Xavier Forneret.